# Bradley Wiggins
Sir Bradley Wiggins, CBE (* 28. dubna 1980, Gent, Belgie) je bývalý britský dráhový a silniční cyklista, trojnásobný olympijský vítěz v dráhové cyklistice, olympijský vítěz v silniční cyklistice (časovka jednotlivců) z roku 2012, světový rekordman v závodě družstev v dráhové cyklistice na 4000 metrů, syn australského profesionálního cyklisty Garyho Wigginse. Na Tour de France 2012 se stal jako první Brit v historii celkovým vítězem.
Dne 7. června 2015 Wiggins stanovil tehdejší nový světový hodinový rekord, když ujel 54,526 km. Kariéru ukončil na konci sezóny 2016 v týmu WIGGINS. 

## Kariéra
Na LOH v Sydney v roku 2000 získal svoji první bronzovou medaili, na letních LOH v Athénách 2004 jednu zlatou, jednu stříbrnou a jednu bronzovou olympijskou medaili, na LOH v Pekingu 2008 dvě zlaté medaile. Profesionálním cyklistou je od roku 2002. Na Giro d'Italia v roce 2010 získal růžový dres v 1. etapě závodu. V roce 2012 vyhrál cyklistickou klasiku Paříž–Nice, etapový závod Tour de Romandie a Tour de France. Na Letních olympijských hrách 2012 v Londýně získal svoji čtvrtou zlatou olympijskou medaili v silniční cyklistice, v časovce jednotlivců.

## Tour de France
"Chceme vítězství v Tour de France do pěti let." S tímto přesvědčením šel nově vzniklý britský tým Sky mezi silniční profesionály. Vedení týmu Sky bylo úzce propojeno s britským národním týmem - Dave Brailsford, Shane Sutton, Sean Yates, Tim Kerrison ad. Bradley Wiggins závodil v národním týmu na dráze, takže v týmu Sky byl v podstatě jako doma. Po svém fantastickém 4. místě v Tour 2009 byl ideálním kandidátem na roli lídra Sky pro vítězství v Tour de France. Cesta do Sky však nebyla jednoduchá, jelikož byl Wiggins ještě vázán smlouvou s americkým týmem Garmin. Do této mediální přetahované přišla navíc těžká rána. Wigginsův dědeček nenadále zemřel. Wiggins byl na dně a sezóna 2010 tomu také odpovídala.
Pomocí nových tréninkových metod (Tim Kerrison), špičkového vybavení a přístupu celého týmu Sky tu byl v roce 2011 úplně jiný Wiggins. Získává dokonce skalp neporazitelného Fabiana Cancellary v časovce Bayern Rundfahrt. Nicméně v hektickém prvním týdnu tour plném hromadných pádů se ocitá v jednom z nich. Tour de France 2011 tak pro něj končí. Zlomenina klíční kosti Wigginsovi, poctivě trénujícímu ve své kůlně na trenažeru, nezabrání získat alespoň 3. místo na Vueltě za druhým Froomem a prvním Cobem. (V roce 2019 byl Cobo diskvalifikován, a Wigginsovi tak bylo nakonec připsáno druhé místo za vítězným Froomem.) Ke konci sezóny 2011 mu ještě zbývá dost sil a pomáhá tak svému bývalému týmovému kolegovi a kamarádovi Marku Cavendishovi při mistrovství světa.
V roce 2012 se Wigginsovi daří všechno, co mu přijde do cesty. Vyhrává závod Paříž - Nice, Romandii i Dauphiné, a obklopen vynikajícím týmem (E. Boasson Hagen, R. Porte, M. Rogers, M. Cavendish, C. Knees, C. Froome, B. Eisel a K. Sivcov) vítězí i v Tour de France 2012. Výbornou týmovou strategií a skvělými časovkami poráží druhého Frooma a třetího Nibaliho. Ten rok však Wiggins plánoval ještě jeden vrchol a to nedlouho po Tour. Byly to olympijské hry v Londýně. Zde i přes veškerý tlak ze strany médií dokáže vyhrát časovku, když předtím Britové totálně propadnou v silničním závodě.
Rok 2012 byl bezpochyby rokem Sira Bradleyho Wigginse, který to potvrzuje v názvu své knihy: "Můj čas".